# 沙克爾頓冰川

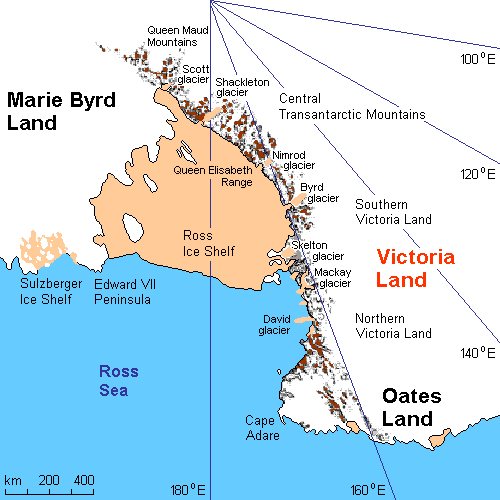

84°35′S 176°20′W / 84.583°S 176.333°W
沙克爾頓冰川（英語：Shackleton Glacier）是南極洲的冰川，長96公里、寬8至16公里，流經毛德王后山脈，最終注入羅斯冰架，以愛爾蘭的探險家歐內斯特·沙克爾頓命名。